# Стюв, Билл
Уильям Карл Стюв III (англ. William Carl Stuve III), известный как Билл Стюв (англ. Bill Stuve; 1 августа 1951, Аламида, Калифорния, США) — американский блюзовый бас-гитарист и певец. 16-кратный номинант Blues Music Awards в номинации «Бас-гитарист» (1999—2011, 2013, 2014, 2020).

## Биография
Родился Билл Стюв в Аламиде, Калифорния 1 августа 1951 года в семье с богатыми музыкальными традициями. Его дед был художником, а также страйд-пианистом и играл на барабанах. С раннего детства Билл Стюв играл на малом барабане, поддерживаю деда, игравшего на пианино на всех праздничных семейных мероприятиях. Обучался игре на барабанах и гитаре в оркестре средней школы и колледжа.
Позднее семья переехала в Сан-Хосе, где Билл Стюв с 14 лет принимал участие в группе The Warlocks, в которой играл на гитаре. Группа исполняла каверы The  Rolling Stones, Beatles, Them, Kinks, Yardbirds, и читая авторов многих песен на конвертах пластинок, Билл Стюв открыл для себя блюз. Затем последовало много групп, и именно в это время, уже играя на бас-гитаре, он познакомился с гитаристом Джуниором Уотсоном. В 1975 году они создали группу, которая выступала в казино в Лас-Вегасе и Рино. Эта группа в 1977 году слилась с только что сформированной группой Рода Пьяццы Rod Piazza & The Mighty Flyers. До 1977 года Билл Стюв играл на бас-гитаре Fender Precision Electric, но с 1977 года практически целиком перешёл на контрабас, как в студии, так и на выступлениях. Музыкант приписывает влияние на своё творчество таким музыкантам, как Вилли Диксон, Биг Кроуфорд, Попс Фостер, Рэнсом Ноулинг, Милт Хинтон, Ларри Тейлор, а также джазовым басистам.  
Вплоть до 2000 года Билл Стюв играл постоянно с The Mighty Flyers, записываясь и гастролируя по всему миру, став в составе группы дважды лауреатом Blues Music Awards в номинации «Группа года». Сам он 16 раз номинировался на звание лучшего бас-гитариста, но так ни разу не смог завоевать эту награду. 
Билл Стюв записал три пластинки под своим именем и очень много работал как сессионный басист. Его работу можно услышать на записях таких блюзовых музыкантов, как Джордж «Гармоника» Смит, Джимми Роджерс, Уильям Кларк, Даг Маклауд, Джуниор Уэллс, Шугарей Редфорд, Боб Корритор.

## Дискография
- 1990: Big Noise (Tramp Records)
- 1996: Say Man! (Big Noise Big Noise Big Noise Big Noise Big Noise Big Noise) (Tramp Records)
- 2005: Flyin’ Right (Upright/Allnight Productions)